# Play 'n' the Game
Play 'n' the Game è l'ottavo album dei Nazareth, pubblicato dalla Mountain Records nel novembre del 1976.

## Tracce
Brani composti da Dan McCafferty, Manny Charlton, Pete Agnew e Darrell Sweet, eccetto dove indicato.
Lato A
1. Somebody to Roll – 3:51
2. Down Home Girl – 5:04 (Jerry Leiber, Arthur Butler)
3. Flying – 4:25
4. Waiting for the Man – 4:52

Durata totale: 18:12
Lato B
1. Born to Love – 3:57
2. I Want to Do Everything for You – 4:19 (Joe Tex)
3. I Don't Want to Go on Without You – 3:47 (Bert Berns, Jerry Wexler)
4. Wild Honey – 3:04 (Brian Wilson, Mike Love)
5. L.A. Girls – 3:45

Durata totale: 18:52
Edizione CD del 2002 (30th Anniversary Edition), pubblicato dalla Eagle Records (EAMCD 139)
Brani composti da Dan McCafferty, Manny Charlton, Pete Agnew e Darrell Sweet, eccetto dove indicato. 
1. Somebody to Roll – 3:54
2. Down Home Girl – 5:04 (Jerry Leiber, Arthur Butler)
3. Flying – 4:20
4. Waiting for the Man – 4:54
5. Born to Love – 3:58
6. I Want to Do Everything for You – 4:19 (Joe Tex)
7. I Don't Want to Go on Without You – 3:46 (Bert Berns, Jerry Wexler)
8. Wild Honey – 3:04 (Brian Wilson, Mike Love)
9. L.A. Girls – 3:56
10. Good Love – 3:53 – Bonus Track
11. I Don't Want to Go on Without You – 3:25 (Bert Berns, Jerry Wexler) – Bonus Track - Alternate Edit Version
12. Waiting for the Man – 6:13 – Bonus Track - Alternate Edit Version
13. Somebody to Roll – 3:32 – Bonus Track - Edit Version
14. Born to Love – 3:37 – Bonus Track - Edit Version

Durata totale: 57:55

## Formazione
- Dan McCafferty - voce solista
- Manny Charlton - chitarre, accompagnamento vocale
- Pete Agnew - basso, accompagnamento vocale
- Darrell Sweet - batteria, accompagnamento vocale

Note aggiuntive
- Manny Charlton - produttore
- Registrazioni e mixaggio effettuati al Le Studio di Montreal, Canada
- Nick (Brian Hurt) Blagona - ingegnere del suono